# Pridi Banomyong
Pridi Banomyong (Pridi Phanomyong) (taj. ปรีดี พนมยงค์; ur. 11 maja 1900 w Ajutthaja, zm. 2 maja 1983 w Paryżu) – tajski polityk, premier Tajlandii (1946), regent Tajlandii (1941–1945).

## Życiorys
Studiował w Królewskiej Szkole Prawniczej, później studiował prawo w Paryżu, gdzie w 1927 uzyskał doktorat. Ponieważ w Paryżu był wówczas silny ruch socjalistyczny, wraz z innymi studentami (m.in. Luangiem Phibunsongkhramem) zaczął planować obalenie monarchii absolutnej w Tajlandii. Po powrocie do Tajlandii spiskowcy zintensyfikowali swoje wysiłki, i podczas bezkrwawego zamachu stanu z 24 czerwca 1932 zmusili króla Prajadhipoka do zaakceptowania konstytucji. Jako czołowy ideolog Partii Ludowej, pomógł pisać konstytucję z grudnia 1932, i w 1933 ogłosił politykę gospodarczą, zakładającą państwową własność przedsiębiorstw przemysłowych i handlowych, jednak oburzenie wywołane jego ogłoszeniem zmusiło go do emigracji. Po powrocie był m.in. ministrem spraw wewnętrznych i ministrem spraw zagranicznych, założył również Uniwersytet Nauk Moralnych i Politycznych (obecny Uniwersytet Thammasat), 1938–1941 był ministrem finansów. Zrezygnował ze stanowiska w proteście przeciw projapońskim politykom i został wyznaczony regentem młodocianego króla Anandy Mahidola, który wówczas uczył się w szkole w Szwajcarii. Jako regent, kierował podziemnym Ruchem Wolnych Tajów i w 1944 przyczynił się do upadku rządu Phibunsongkhrama. Przez następne dwa lata sprawował faktyczną władzę w Tajlandii, w marcu 1946 objął urząd premiera, jednak po tragicznej śmierci króla, za którą został niesłusznie obwiniony, musiał zrezygnować ze stanowiska w sierpniu 1946. Po zamachu stanu z listopada 1947 musiał udać się za granicę; osiadł w Chinach, skąd w 1970 przeniósł się do Francji. Przebywając na emigracji, krytykował rządzące Tajlandią reżimy wojskowe.